# Muscle long de la tête
Le muscle long de la tête (ou muscle grand droit antérieur de la tête) est un muscle cervical du groupe profond des muscles antérieurs du cou. C'est le plus latéral, le plus volumineux et le plus superficiel des trois muscles prévertébraux du cou. Il s'étend de la colonne vertébrale cervicale à l'os occipital.

## Description
Le muscle long de la tête a une forme aplatie d'avant en arrière, plus large en haut.

## Origine de ose
Le muscle long de la tête nait des processus transverses des vertèbres cervicales C3-C6 par quatre tendons.

## Trajet
Les quatre tendons forment des faisceaux musculaires qui se réunissent en un corps s'élargissant progressivement, et se dirigeant en haut, un peu obliquement en dedans.
Ses faisceaux musculaires se terminent sur une lame tendineuse à la portion moyenne du muscle.

## Insertion
La lame tendineuse se termine sur une fossette de la partie basilaire de l'os occipital en avant du foramen magnum.

## Innervation
Le muscle long de la tête est innervé par le plexus cervical par les branches cervicales de C1 à C4.

## Vascularisation
Le muscle long de la tête est vascularisé par les artères vertébrale et occipitale.

## Action
Par contraction bilatérale, les muscles longs de la tête provoquent une flexion de la tête.
Par contraction unilatérale, Il provoque une rotation homolatérale de la tête.

## Galerie

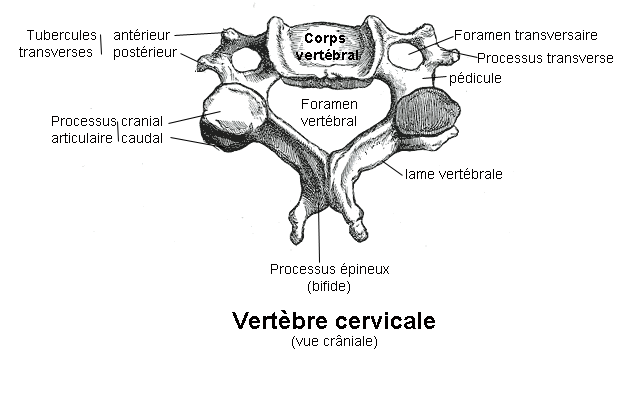
Une vertèbre cervicale.
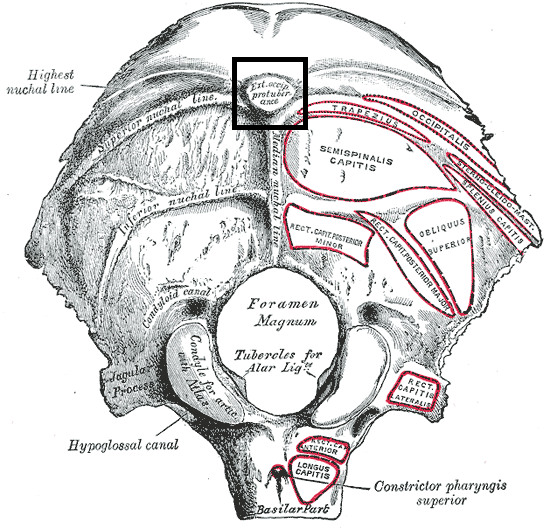
La face externe de l'os occipital.